# Reimboldshausen (Sand)
Koordinaten: 51° 15′ 33″ N, 9° 16′ 42″ O
Reimboldshausen war eine bereits im 14. Jahrhundert wüst gefallene kleine Dorfsiedlung in der heutigen Gemarkung von Sand, einem Ortsteil der Gemeinde Bad Emstal im nordhessischen Landkreis Kassel. 

## Geographische Lage
Der Ort befand sich südlich von Martinhagen und nordwestlich der Burgruine Falkenstein im Tal der Ems, bzw. im sogenannten Reimershäuser Graben nahe dessen Einmündung in die Ems. Heute erinnern nur noch die Namen des westlich der Ems gelegenen Remmenhausener Kopfs (427,6 m über NHN) und der dortigen Waldflur „Remmenhausen“ an die verschwundene Siedlung, deren Name in alten Urkunden in verschieden abgewandelter Form erscheint: Reinboldeshusen, Reinboldishusen (1233), Reymboldeshusen (1311), Renboldehusen (1359), Reinboldessen (15. Jahrhundert), Remenhausen (1541), Reimelshausen (1579), Reinboldshausen (1857), Flurname Remmenhausen.
Die Landesstraße L 3220 von Sand nach Breitenbach führt unweit westlich an der Wüstung vorbei.

## Geschichte
Nur sehr wenig ist zur Geschichte der Siedlung bekannt, und es mag sich auch lediglich um einen einzelnen Hof gehandelt haben. Im Jahre 1233 bestimmte der Ritter Hermann Hund aus Holzhausen (Hahn), der letzte dieses Zweiges der Hund, dass die villa Reinboldishusen nach seinem Tode an das 1213 gestiftete Kloster Merxhausen fallen sollte, und schon 1236 trat er diesen Besitz gegen eine Leibrente an das Kloster ab. Im Jahre 1311 befreite der Mainzer Erzbischof Peter von Aspelt den Hob Reymboldeshusen des Klosters von allen Lasten. Mit Sand, Riede und Merxhausen gehörte auch Reinboldeshusen zum 1340 von Landgraf Heinrich II. eingerichteten Gericht Balhorn. Spätestens 1359 war der Ort bereits wüst.
Das auf dem und um den Remmenhausener Kopf befindliche ausgedehnte Waldgebiet „Remmenhausen“ war wohl auch schon bald nach der Stiftung des Klosters Merxhausen in dessen Besitz gelangt, blieb dies auch nach der Auflösung des Klosters 1527 und dessen Umwandlung 1533 in ein Hohes Hospital. Dieses Forstrevier wird heute von der Revierförsterei Fischbach/Merxhausen der Stiftungsforsten Kloster Haina verwaltet.